# Irune Murua Cuesta
Irune Murua Cuesta (Barakaldo, Biscaia, 23 d'abril de 1986) és una exjugadora de futbol basca.
Davantera, es formà en les categories de formació del Retuerto SSD (2001-03) i l'Athletic Club de Bilbao B (2003-04). Debutà als disset anys amb el primer equip de l'Athletic Club, on hi jugà durant catorze temporades. Amb el club basc guanyà quatre Lligues espanyoles (2004, 2005, 2007, 2016) i cinc Copes del País Basc (2011, 2013, 2014, 2015, 2016). Es retirà esportivament el juny de 2017 després d'haver competit amb el club basc en més de 300 partits i marcat 106 gols, que la converteixen en la quarta golejadora històrica de l'entitat. Fou internacional amb la selecció espanyola en categories inferiors i guanyà un Campionat d'Europa sub-19 (2004). Amb la selecció absoluta del País Basc competí en tres ocasions entre 2006 i 2012.